# Лясковниця-Велика
Лясковниця-Велика (пол. Laskownica Wielka) — село в Польщі, у гміні Ґоланьч Вонґровецького повіту Великопольського воєводства.
Населення — 324 особи (2011).
У 1975-1998 роках село належало до Пільського воєводства.

## Демографія
Демографічна структура станом на 31 березня 2011 року:
|          | Загалом | Допрацездатний вік | Працездатний вік | Постпрацездатний вік |
| -------- | ------- | ------------------ | ---------------- | -------------------- |
| Чоловіки | 146     | 31                 | 100              | 15                   |
| Жінки    | 178     | 53                 | 96               | 29                   |
| Разом    | 324     | 84                 | 196              | 44                   |